# 南部联盟
南部联盟（英语：Southern Conference，简称：SoCon），是美國東南部的一个大学体育竞技联盟，属于NCAA第一级别，而在美式橄榄球运动中则属于美式足球碗赛分区。联盟成立于1921年。各加盟校队分别来自阿拉巴马州、佐治亚州、北卡罗来纳州、南卡罗来纳州、田纳西州以及弗吉尼亚州。现有正式成员10所高校，关联校队17支分属5个体育项目。

## 正式成员
- 田纳西大学查塔努加分校，查塔努加知更鸟
- 南卡罗莱纳州要塞军事学院，要塞斗牛犬
- 东田纳西州立大学，东田纳西州立海盗
- 傅尔曼大学，傅尔曼圣骑士
- 莫瑟尔大学，莫瑟尔熊
- 桑福德大學，桑福德斗牛犬
- 北卡羅來納大學格林斯伯勒分校，UNC 格林斯伯勒斯巴达人
- 弗吉尼亚军事学院，弗吉尼亚军事学院 Keydets
- 西卡罗莱纳大学，西卡罗莱纳山猫
- 沃福德学院，沃福德㹴犬

## 关联校队

### 男子曲棍球
- 美国空军学院，空军雄鹰
- 贝拉明大学，贝拉明骑士
- 高點大學，高点黑豹
- 傑克遜維爾大學，杰克逊维尔海豚
- 里士满大学，里士满蜘蛛

### 男子足球
- 贝尔蒙特大学，贝尔蒙特棕熊

### 摔跤
- 坎贝尔大学，坎贝尔格斗骆驼
- 戴维森学院，戴维森野猫
- 戈登韦伯大学，戈登韦伯奔跑的斗牛犬
- 长老宗学院，长老宗蓝袜
- 阿巴拉契亚州立大学，阿巴拉契亚州立登山家

### 女子曲棍球
- 中密歇根大学，中密西根欧及布威人 （于2020年退出）
- 特拉華州立大學，特拉华州立大黄蜂
- 底特律梅西大學，底特律梅西巨人 （于2020年退出）

### 步枪射击
- 佐治亚南方大学，佐治亚南方老鹰
- 北佐治亚大学，北佐治亚夜鹰
- 阿拉巴馬大學伯明翰分校，UAB 喷火龙

## 相关联盟
- 东南联盟
- 合众国联盟